# Гордон, Барри
Барри Гордон (англ. Barry Gordon; род. 21 декабря 1948, Бруклайн, штат Массачусетс) — американский актёр кино, телевидения и озвучивания. С 1988 по 1995 год был президентом Гильдии киноактёров США (Screen Actors Guild).

## Фильмография
Барри снимается в кино с трёх лет. В возрасте 13 лет он сыграл роль двенадцатилетнего Ника в Бродвейской постановке пьесы Герба Гарднера «Тысяча клоунов» (A Thousand Clowns, 1962), а в 1965 году закрепил успех, снявшись в экранизации пьесы, одноимённом фильме с Джейсоном Робардсом (Jason Robards).
В последних двух сезонах сериала «Archie Bunker’s Place» (1979—1983) Барри Гордон сыграл роль бухгалтера, человека еврейского происхождения по имени Гари Рабинович (Gary Rabinowitz).
Барри появлялся также в нескольких эпизодах сериалов «Star Trek: Deep Space Nine» и «Star Trek: Voyager» (см. «Звёздный путь»).
Барри Гордон принимал участие в озвучке многих мультсериалов: «Jabberjaw», «The Kid Superpower Hour with Shazam!», «Mighty Orbots», «The Snorks», «Коты быстрого реагирования».
Он также озвучил Кролика Квики из рекламы продукции «Nestlé» (шоколадного напитка «Nesquik»).
Однако самой известной его ролью была и остаётся роль Донателло в мультсериале «Черепашки-ниндзя» (где он озвучил также Бибопа и нескольких второстепенных персонажей).
В телепередаче «I Love 1980’s» (2001) Барри Гордон использовал псевдоним «Донателло» (Роб Полсен и Таунсенд Колман также представились именами своих героев: Рафаэля и Микеланджело, соответственно).
В настоящее время Барри Гордон ведёт еженедельную радиопередачу «Barry Gordon From Left Field» на волне KCAA в Калифорнии.